# Rafting
Rafting (eng. raft = splav) ili rječarenje vrsta je športa, obično na rijeci, gdje se grupa ljudi (između 4 i 10) spušta gumenim čamcem niz riječne brzace, s ciljem uzbuđenja, avanture i druženja. Rafting je, iako spada u skupinu ekstremnih športova te premda postoje međunarodna natjecanja, prvenstveno vid športske rekreacije.
Čamci ("gumenjaci" ili "raft") za rafting napravljeni su od izuzetno otporne višeslojne gume te imaju više odvojenih zračnih komora. Duljina rafta je između 3 i 6 metara.
U većini slučajeva raft ima i kormilara ("skipera"), koji sjedi na krmi rafta i kormilom ili, češće, veslom, upravlja i navodi raft kroz riječne brzace.
Svaki putnik u raftu ("rafter") opremljen je veslom, zaštitnim plutajućim prslukom i kacigom. Precizne upute daju se početnicima, obično turistima, kojih se ovi moraju striktno pridržavati tijekom raftinga.

## Podjela raftinga
Rafting je podijeljen u šest skupina ("klasa") prema težini. To su:
Klasa 1: Obično se radi o mirnoj rijeci sa sporim tokom.
Klasa 2: Poneki brzac ili kamen, no još uvijek nimalo opasan rafting.
Klasa 3: Brzaci, mali valovi, manji vodopadi, no bez značajnijih opasnosti. Turistički rafting obično spada u ovu klasu.
Klasa 4: Brzaci, veći valovi, stijene, veći vodopadi ili padovi, potrebna koncentracija i veća brzina reagiranja. Samo za iskusne raftere.
Klasa 5: Brzaci, veliki valovi, stijene, opasne hridi, veliki vodopadi ili padovi, potrebno izuzetno precizno i koncentrirano upravljanje. Krajnja klasa natjecateljskog raftinga.
Klasa 6: Brzaci, ogromni valovi, velike i izuzetno opasne stijene i hridi, brojne zamke i padovi, potrebno majstorsko upravljanje raftom bez prava na grešku. Ova klasa je izuzetno opasna po život raftera i često završava nesretnim slučajevima.

## Rafting u Hrvatskoj i susjednim zemljama
Brojne rijeke u Hrvatskoj i susjednim zemljama poznate su između ostalog i po raftingu. To su:
- Dobra
- Cetina
- Kupa
- Zrmanja i pritok Krupa
- Mrežnica
- Krka
- Korana
- Una (Bosna i Hercegovina)
- Neretva (Bosna i Hercegovina)
- Vrbas   (Bosna i Hercegovina)
- Drina   (Bosna i Hercegovina)
- Tara (Bosna i Hercegovina) i (Crna Gora)
- Soča (Slovenija)
- Lim (Srbija)
- Colorado (SAD)

## Vanjske poveznice
- Međunarodna rafting federacija (IRF)
- Svjetska rafting federacija (WRF)